# Trofeu Memorial Quinocho
El Trofeo Memorial Quinocho és un torneig futbolístic d'estiu de caràcter amistós que es disputa cada any a l'Estadi de Balaídos i que és organitzat pel Celta de Vigo. Està dedicat a l'antic gerent del club, Joaquín Fernández Santomé 'Quinocho', assassinat en un atracament a la seu del club.
Es va començar a disputar el 1995 i, des de llavors, només va deixar de jugar-se l'any 2006 a causa del mal estat de la gespa de Balaídos, que va ser replantat.

## Finals
| Any  | Campió                                               | Subcampió                                            | Resultat                                             |
| ---- | ---------------------------------------------------- | ---------------------------------------------------- | ---------------------------------------------------- |
| 2015 | Celta de Vigo                                        | Genoa                                                | 4–0                                                  |
| 2014 | Celta de Vigo                                        | Cagliari Calcio                                      | 4–0                                                  |
| 2013 | Celta de Vigo                                        | Southampton FC                                       | 0–0 (4-1 p)                                          |
| 2012 | Celta de Vigo                                        | Wigan Athletic                                       | 1–0                                                  |
| 2011 | Celta de Vigo                                        | Sporting de Braga                                    | 2–1                                                  |
| 2010 | Paços de Ferreira                                    | Celta de Vigo                                        | 1–0                                                  |
| 2009 | Celta de Vigo                                        | Reial Valladolid                                     | 1–0                                                  |
| 2008 | Celta de Vigo                                        | CD Numancia                                          | 0–0 (5–4 p)                                          |
| 2007 | Celta de Vigo                                        | Boavista                                             | 3–1                                                  |
| 2006 | No es disputa pel mal estat de la gespa de Balaídos. | No es disputa pel mal estat de la gespa de Balaídos. | No es disputa pel mal estat de la gespa de Balaídos. |
| 2005 | Celta de Vigo                                        | Sporting de Braga                                    | 2–0                                                  |
| 2004 | Celta de Vigo                                        | Sporting de Braga                                    | 3–2                                                  |
| 2003 | Celta de Vigo                                        | Olympiakos                                           | 2–2 (3–1 p)                                          |
| 2002 | Celta de Vigo                                        | Vitória de Guimarães                                 | 4–0                                                  |
| 2001 | Celta de Vigo                                        | UD Las Palmas                                        | 2–0                                                  |
| 2000 | Celta de Vigo                                        | Roma                                                 | 1–1 (p)                                              |
| 1999 | Celta de Vigo                                        | Reial Betis                                          | 2–1                                                  |
| 1998 | Celta de Vigo                                        | Reial Betis                                          | 2–0                                                  |
| 1997 | Vitória de Guimarães                                 | Celta de Vigo                                        | 2–1                                                  |
| 1996 | Celta de Vigo                                        | Athletic Club                                        | 2–1                                                  |
| 1995 | Celta de Vigo                                        | SD Compostela                                        | 1–2                                                  |

## Palmarès
| Equip                | Títols | Anys |
| Celta de Vigo        | 18     | 1995, 1996, 1998, 1999, 2000, 2001, 2002, 2003, 2004, 2005, 2007, 2008, 2009, 2011, 2012, 2013, 2014, 2015 |
| Vitória de Guimarães | 1      | 1997 |
| Paços de Ferreira    | 1      | 2010 |